# Vathek
Vathek (1786) je gotický román anglického preromantického spisovatele Williama Thomase Beckforda, ve kterém autor zkombinoval prvky hrůzostrašného románu s pohádkami z arabského Orientu. Román vypráví příběh abbásovského chalífy Vatheka (vzorem pro něho byl skutečný chalífa al-Váthik, vnuk Hárúna ar-Rašída, vládnoucí v letech 842–847), který společně se svou ambiciózní matkou Karathis vykoná celou řadu ukrutných a bezbožných skutků, jejichž cílem bylo získat nadpřirozené vlastnosti, za což jsou oba nakonec potrestáni v pekle ovládaném padlým andělem Iblísem k věčnému bloudění s hořícím srdcem.

## Vznik románu
Podle údajného ústního vyjádření autora byl k napsání románu inspirován třídenní orientální slavností, kterou uspořádal ve svém sídle Fonthill Abbey. Díky náhlé inspiraci jej údajně napsal v jednom zátahu za tři dny a dvě noci (tomu by mohlo odpovídat to, že román je jedním souvislým textem), ale toto tvrzení vyvrací Beckfordova korespondence s přítelem reverendem Samuelem Henleyem. Román napsal Beckford roku 1782 francouzsky a před odjezdem s manželkou do Švýcarska svěřil rukopis Henleyemu. Ten se nabídl, že rukopis přeloží do angličtiny a opatří jej poznámkami.

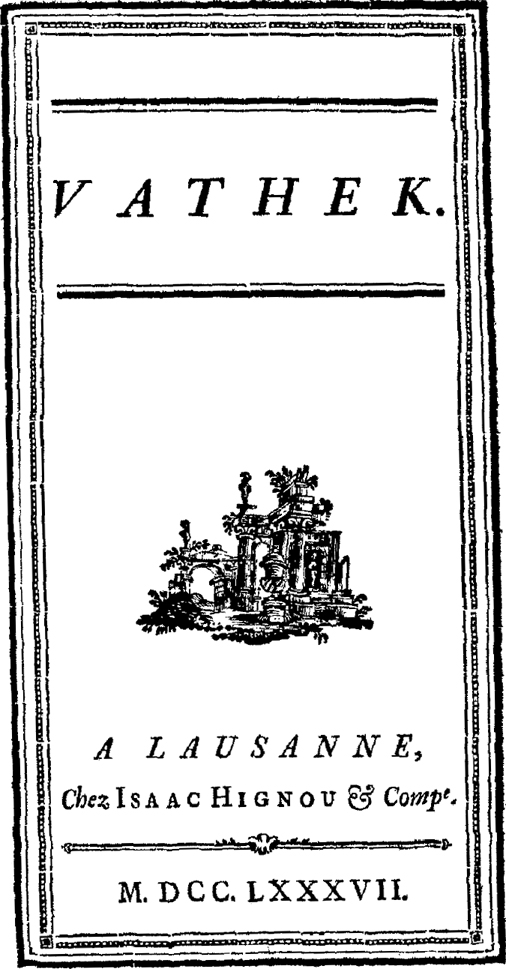
Francouzské vydání z roku 1787

Henley román do angličtiny skutečně přeložil, ale v rozporu s Beckfordovým přáním jej roku 1786 vydal pod názvem An Arabian Tale (Arabský příběh) jako překlad starého arabského textu a bez uvedení Beckforda jako autora. Aby Beckford dokázal své autorství, vydal urychleně dvě francouzská vydání (v Lausanne a pak v Paříži). To bylo důvodem, proč i tato vydání neobsahují příběhy, které si vypravují tři odsouzenci v pekle ovládaném padlým andělem Iblísem. Tyto tzv, Epizody z Vatheka ( Episodes of Vathek ) zůstaly v rukopise a byly vydány až roku 1912.

## Popis a literární význam románu
Vathek vznikl v době, kdy byla část evropské kultury ovlivněna orientalismem inspirovaným francouzským překladem arabské sbírky pohádek Tisíc a jedna noc Antoinem Gallandem z let 1704 až 1717, jehož jedna raná verze byla roku 1706 přeložena do angličtiny. Beckford byl také ovlivněn pracemi od francouzského spisovatele Voltaira, které se odehrávají v Orientu. Jako vzor pro pekelná Iblísova sklepení údajně Beckfordovi posloužil cyklus šestnácti velkoformátových leptů Le Carceri d'Invenzione (1750 Imaginární vězení) italského grafika Giovanniho Battisty Piranesiho plných obrovských labyrintů s masivními pilíři, oblouky, mosty, zavěšenými můstky, diagonálami, spirálními schodišti a dlouhými ochozy.
Román působí jako temná orientální pohádka, která je však zpracována v silně zgotizovaném duchu (kobky, vlkodlaci, hřbitovy, nadpřirozené bytosti) se snahou vyvolat v čtenáři strach. Dílo nám však zároveň dává nahlédnout do autorovy mysli. Obraz všemocného chalífy obklopeného neuvěřitelnou nádherou, ale přesto nespokojeným a toužícím po dalších životních impulsech, je vlastně fantazijní autorův autoportrét řešící problém bohatství, které nepřináší smysl života.
Dílo mělo velký vliv na anglické romantiky Roberta Southeyo, Thomase Moora, lorda Byrona a Johna Keatse, na román Rukopis nalezený v Zaragoze polského literáta Jana Potockého, na amerického romantika Edgara Allana Poea a na americké autory fantasy Howarda Phillipse Lovecrafta a Clarka Ashtona Smithe.

## Obsah románu

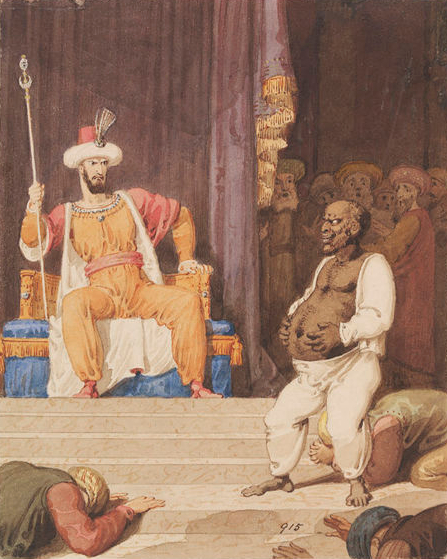
Chalífa a Džaur, ilustrace k románu od Richarda Westalla (kolem roku 1800)

Vathek, devátý abbásovský chalífa, vnuk Hárúna aš-Rašída, se ujal vlády v mladém věku. Je ladného a vznešeného vzhledu, ale když se rozzlobí, jedním okem koulí tak strašlivě, že to nikdo nevydrží (ten, na nějž své oko upře, se na místě skácí a někdy má z toho i smrt). Díky svému obrovskému bohatství nechá palác svých předků v Samaře rozšířit o dalších pět paláců, z nichž každý je určen k ukájení jednoho ze smyslů.

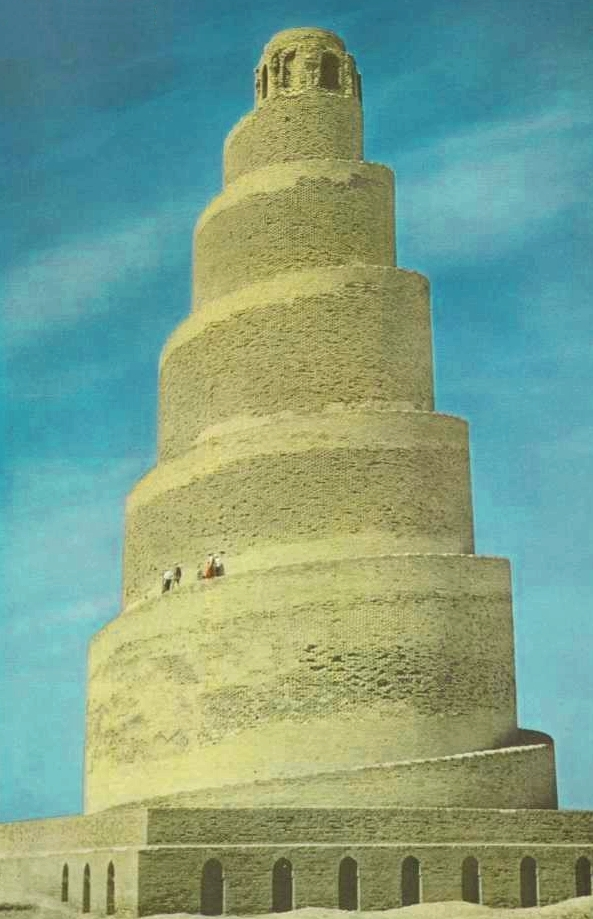
Velká mešita v Samaře z doby chalífy al-Váthika, možný předobraz Vathekovy věže

Už za otcova života získal v důsledku vlivu své matky Karathis mnoho vědomostí, především v oblasti esoterických věd a astrologie, ale jeho neklidnému duchu to nestačilo, chtěl poznat všechno. Nechal si proto postavit vysokou věž v marné snaze proniknout i do nebeských tajemství.
Jednoho dne se v Samaře objeví člověk tak odporně ohyzdný, že samy stráže, které ho zadržely a odváděly do paláce, přivíraly oči. Dokonce i sám chalífa se zhrozí jeho tváře; ale zděšení hned vystřídá radost, když před ním cizinec rozloží vzácnosti, jaké dosud nikdy neviděl. Chalífovu pozornost nejvíc zaujmou šavle, jejichž čepele se oslnivě blyští a po obou stranách jsou na nich by vyryty nějaké znaky. Na chalífovy otázky však odpovídá cizinec mlčením nebo ohyzdným smíchem a vydrží dokonce i koulení chalífova oka. Chalífa jej proto nechal uvrhnout do vězení a hlídat, ale ráno je vězení prázdné, mříže vylomené a stráže mrtvé.

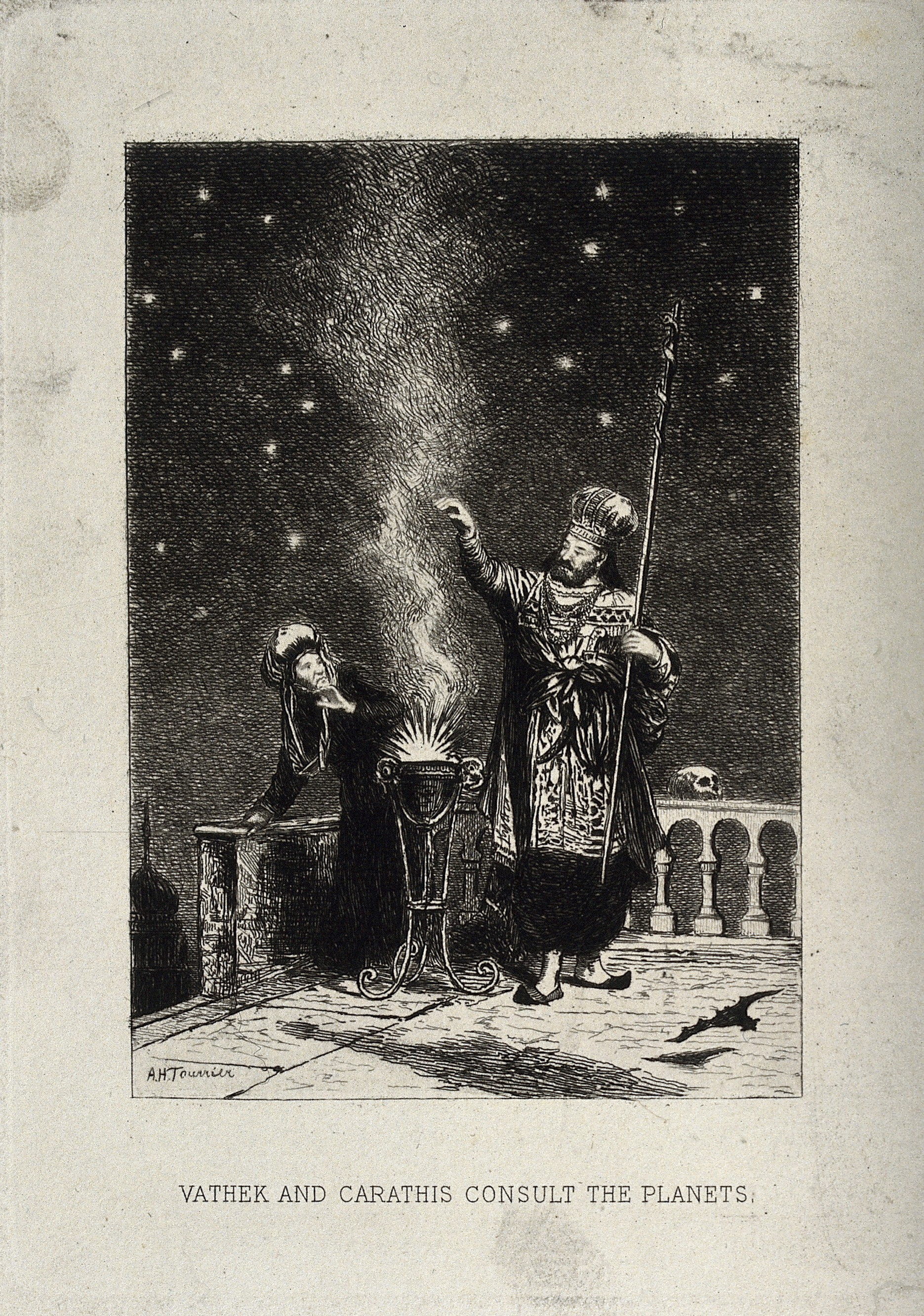
Vathek a Karathis na vrcholu Vathekovy věže

Chalifu začne sužovat neuhasitelná žízeň a malátnost a jeho matka marně hledá lék na jeho nemoc. Často je odnášen na horu poblíž Samary, aby se zde do sytosti napil ze čtyř pramenů. Jednoho dne zde opět potká odporného cizince, kterému dal jméno Džaur (u muslimů hanlivé označení pro nevěřícího). Ten ho zbaví žízně pomocí poháru rudé a žluté směsi a oznámí mu, že pochází z neznámé oblasti Indie. Po čase se ale sám odhalí jako démon a chalífu vyzve: „Chceš se mi oddat? Chceš vzývat zemské mocnosti a zříci se Muhammada? Jen pod tou podmínkou tě zavedu do paláce podzemního ohně. Tam uzříš v obrovských skladištích poklady, které ti hvězdy slíbily, a uštědří ti je bytosti, jež si takto nakloníš. Odtamtud jsem ti přinesl šavle; tam také spočívá Sulaimán ibn Dáúd obklopen talismany, které řídí svět.“ Navíc požaduje, aby mu chalífa obětoval padesát nejkrásnějších synů nejbohatších mužů v jeho království.
Chalífa mu tuto strašlivou oběť skutečně přinese, a když se mu chtějí rodiče dětí pomstít, podaří se mu s pomocí matky a oddaného vezíra Morakanábáda uchýlit se do svého paláce a pak tajným průchodem odejít do své věže. Zde s matkou připraví obrovskou zápalnou oběť, aby získali přízeň zemských mocností, a když se někteří obyvatelé Samary snaží oheň, který povařují za požár, uhasit, chalífa je společně s matkou rovněž obětují Džaurovi.

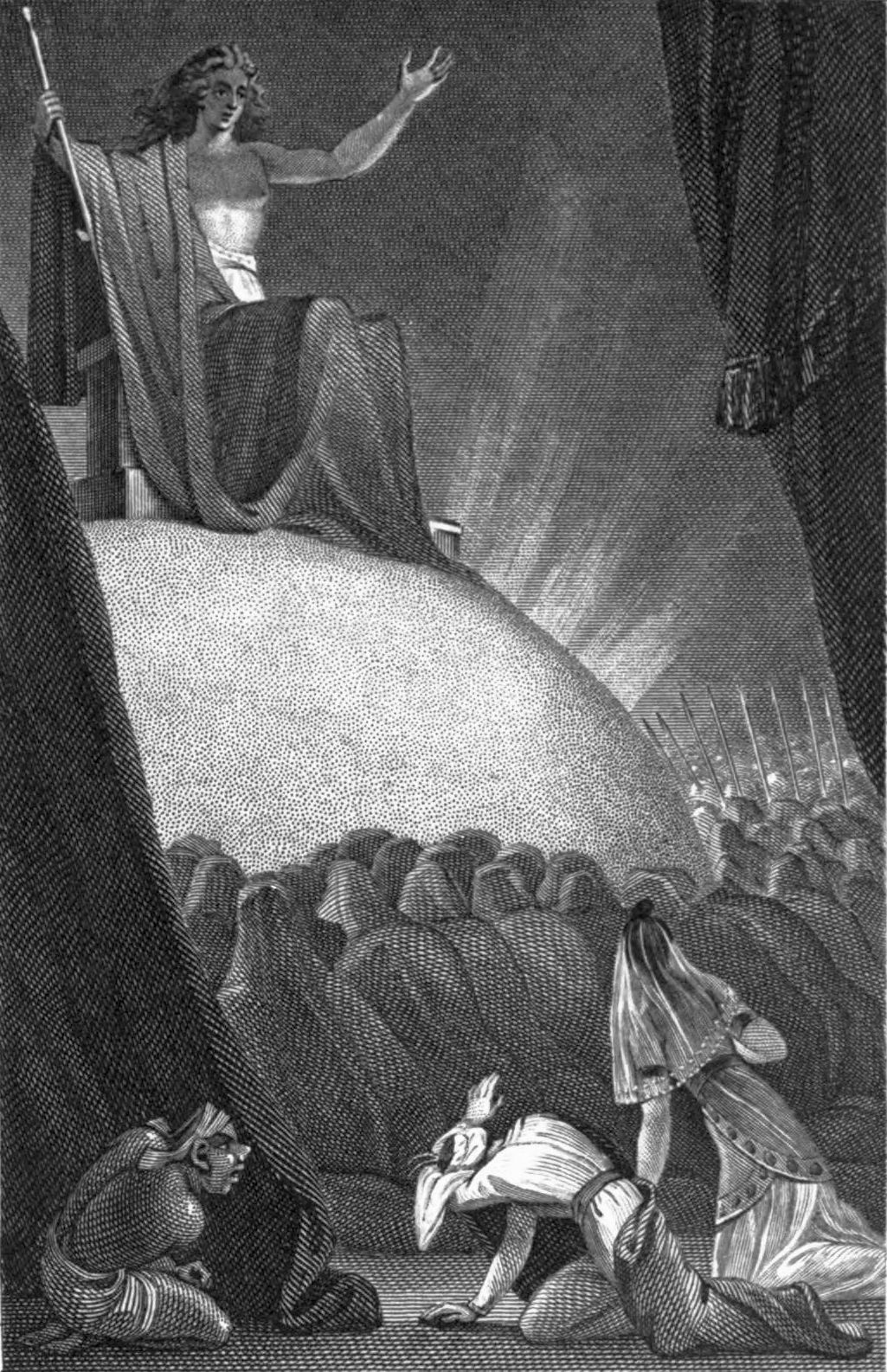
Frontispice vydání z roku 1816 zobrazující Iblíse od Isaaca Taylora a Isaaca Taylora Jr.

Po této zkoušce pošle Džaur Vathekovi pergamen s pokyny, kam jít, aby objevil slíbená tajemství a poklady. Má se vydat se svými otroky, eunuchy, oblíbenými manželkami a bohatě naloženými velbloudy do Istacharu. Na své cestě se setká s poddanými emíra Fachreddina, který má krásnou dceru Nuronihar, do které se zamiluje. Svede ji a ona jej následuje na jeho cestě.
Když konečně chalífa dorazí do cíle, Džaur odemkne zlatým klíčem bránu do pekelného paláce a odvede je oba k vládci pekla Iblísovi, který jim oznámí, že mohou užívat vše, co jeho říše obsahuje. Vathek žádá, aby mu byly ukázány talismany, které řídí svět. Tam mu Sulaimán řekne, že kdysi byl velkým králem, ale jeho zvědavost, která se nespokojila s věcmi pozemskými, ho vedla k tomu, že se nechal svést džinem k tomu, aby nejen lidé, ale i nadpozemské bytosti byly podrobeny jeho vůli. Kvůli tomu zde musí po strašlivě dlouhou, ale konečnou dobu snášet strašlivá muka, dokud vodopád, vedle kterého sedí, nepřestane téci. Tento možný konec jeho trestu je způsoben jeho zbožností v dřívější části jeho vlády. Ostatní vězni zde musí po celou věčnost trpět bolestí způsobenou hořícím srdcem.

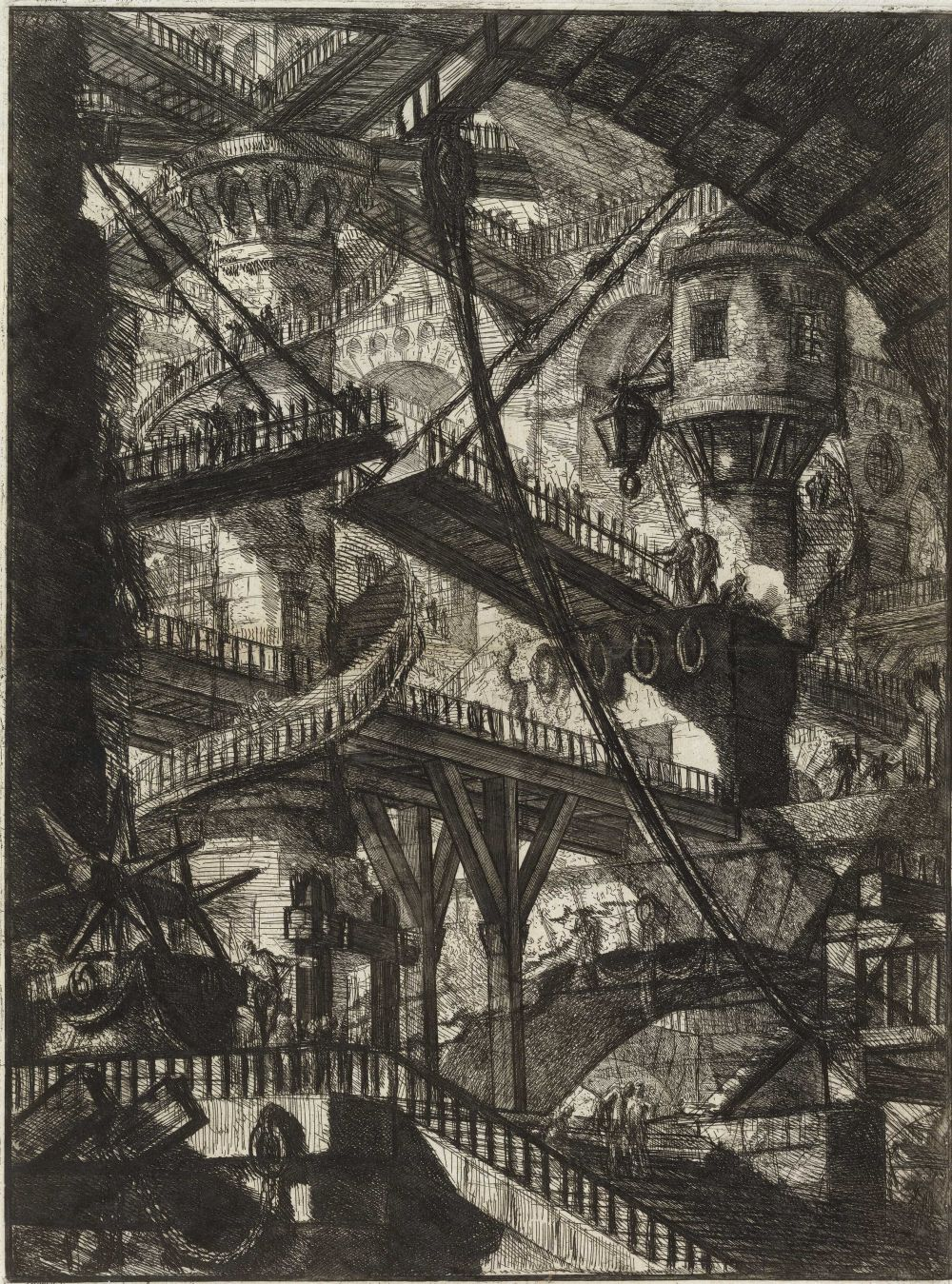
Giovanni Battista Piranesi: Le cárcere d'invenzione

Vathek žádá Džaura, aby ho propustil, s tím, že se vzdá všeho, co mu bylo nabídnuto, ale Džaur odmítá. Říká Vathekovi, aby si užíval svou všemohoucnost, dokud trvá, protože za pár dní mu srdce i srdce Nuronihar vzplane stejně jako ostatním Iblísovým vyznavačům. Vathek si uvědomí, že příčinou jeho zatracení je jeho matka Karathis, která jej zkazila svými zásadami a černou magií. Nechá jí proto jedním afritem (pekelným démonem) přenést do podsvětí ze samarského paláce.
Zatímco afrit letí pro Karathis, Vathek se setkává s některými dalšími odsouzenci, kteří stejně jako on čekají na trest věčného utrpení, a se třemi z nich si vypráví o tom, jak se dostali na toto strašlivé místo. Když doraz Karathis, přes Vathekovoo varování se zmocní talismanů, nechá si ukázat nejtajnější poklady v nejhlubších sklepeních a shromáždí všechny sbory džinů aby jí vzdávali hold.
„Vtom se ozval hlas z jícnu smrti: Vše dokonáno jest! V okamžení se pyšné čelo neohrožené princezny zbrázdilo bolestí: vyrazila strašlivý výkřik; přitiskla pravou ruku k srdci, které se stalo schránou věčného ohně, a už ji nikdy nesňala. Současně oznámil týž hlas chalífovi s Nuronihar strašný a neodvolatelný ortel. Srdce jim rázem vzplálo a oni v tu chvíli ztratili nejdrahocennější dar nebes: naději."

## Hudební adaptace
- Vathek (1903), symfonická báseň amerického skladatele Horatia Parkera.[12]
- Vathek (1931), symfonická báseň portugalského skladatele Luíse de Freitase Branca.[13]
- Vathek (1982), album španělského hudebníka Luise Delgada.[14]

## Česká vydání

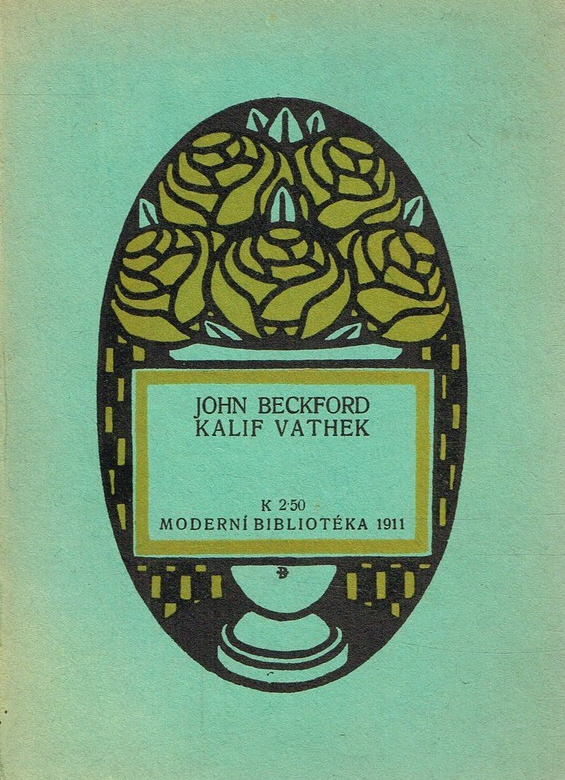
První české vydání z roku 1911, autor je omylem uveden jako John Beckford.

- Kalif Vathek, Královské Vinohrady: František Adámek 1911, přeložil Jan Reichmann, autor je omylem uveden jako John Beckford.
- Vathek. In: Anglický gotický román. Praha: Odeon 1970. přeložila Hana Skoumalová.
- Vathek, Praha: Městská knihovna v Praze 2019, přeložila Hana Skoumalová, elektronická kniha.